# Scolopia spinescens
Scolopia spinescens är en videväxtart som beskrevs av Herman Otto Sleumer. Scolopia spinescens ingår i släktet Scolopia och familjen videväxter. Inga underarter finns listade i Catalogue of Life.